# Phrynocephalus guttatus
Phrynocephalus guttatus là một loài thằn lằn trong họ Agamidae. Loài này được Gmelin mô tả khoa học đầu tiên năm 1789.